# عبد القدوس عطية
عبد القدوس عطية محمد قاعود لاعب كرة قدم سعودي، يلعب في نادي التعاون ومثل منتخب السعودية في خليجي 23 في الكويت. لعب سابقاً في نادي الفيحاء ونادي الوحدة ونادي العدالة.

## روابط خارجية
- عبد القدوس عطية على موقع قاعدة بيانات كرة القدم.إي يو (الإنجليزية)
- عبد القدوس عطية على موقع ناشيونال فوتبول تيمز (الإنجليزية)
- عبد القدوس عطية على موقع Soccerway.com (الإنجليزية)